# ジョン・ハリソン (時計職人)

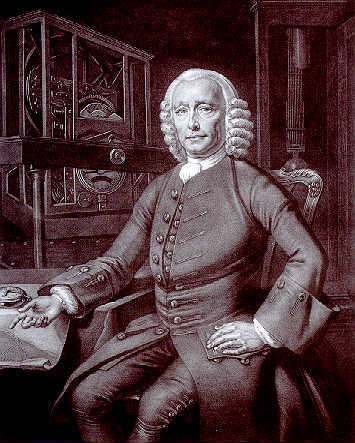
ジョン・ハリソン

ジョン・ハリソン（John Harrison、1693年3月24日 - 1776年3月24日）は、イギリスの時計製作者である。渡洋航海に必要とされる経度の測定が可能な精度をもった機械式時計（クロノメーター）を初めて製作した。 
ヨークシャー州ウェイクフィールド近郊のフォールビーで、木工・大工職人の息子として生まれた。6歳の時、天然痘にかかって静養していた折に、父親が贈った時計の動きに心を惹かれた。成長すると、父親の仕事を手伝いながら、独学で物理学や機械工学を学んだ。1713年に、大工仕事の合間に自力で製作した時計が、性能の良さで近所の話題となり、注文や修理の依頼が相次いだ。このため、いつしか時計の仕事だけで生計が立てられるようになった。1722年頃には、グラスホッパー脱進機を発明している。

グラスホッパー脱進機

## クロノメーター
ジョン・ハリソンが21歳になった1714年3月25日、イギリス海軍とロンドンの貿易商人・商船船長達が合同で経度に関する請願を英国議会に提出した。
ジョン・ハリソンは、開発資金を援助してもらうため1730年にロンドンへ行き、王立天文台長であったエドモンド・ハレーに会って自分の経度時計のアイデアを伝え、当時すでに時計師として有名になっていたジョージ・グラハムを紹介してもらい、資金援助を受けることができた。

### H1
1728年から7年をかけて色々な技術を開発し、H1を製作して1736年センチュリオンに乗り込みリスボンへ向かい、オーフォードで戻り、その高精度を証明した。経度法では西インド諸島までの航海で平均日差2秒以内でなければならない」と定められていたため賞金は獲得できなかったが、経度委員会に改良のための資金援助を願い出て500ポンドが与えられた。

### H2
1739年にはH2が完成し、陸上でのテストを経て1741年には準備ができたが、ちょうどオーストリア継承戦争が起きており、敵国にクロノメーターが奪われることを避けるため航海実験は延期された。
しかし経度委員会からは再び開発資金として500ポンドを得、この開発資金でバイメタルを発明している。

### H3
1757年にH3が完成した。この時計にはケージド・ローラーベアリングと、バランス・スプリングにバイメタルが採用されている。

### H4
1760年に携帯用のH4が完成した。1761年にポーツマスからジャマイカ島への航海実験に供され、その結果61日間に45秒の遅れが出たのみでその正確さが立証されイギリス政府は20000ポンドの懸賞金を支払う旨公表した。しかしグリニッジ天文台所長ネヴィル・マスケリンをはじめとする天文学者は天文学的方法による経度測定法にこだわっており、ドイツの天文学者ヨハン・マイヤーが作成した月の運行表による方法の方が「正しい測定法」だと主張してハリソンを中傷する報告書を提出し、また議会でもハリソンが庶民出身であることに嫌悪を表す者もおり、公正に評価されなかった。当初の条件になかった追加試験を要求され、1762年には往路5秒復路1分49秒の誤差、1764年にはジャマイカ往復の156日間で54秒の進み、と良好な結果を出したが、1763年に3000ポンドが支払われたのみで賞金全額は支払われなかった。

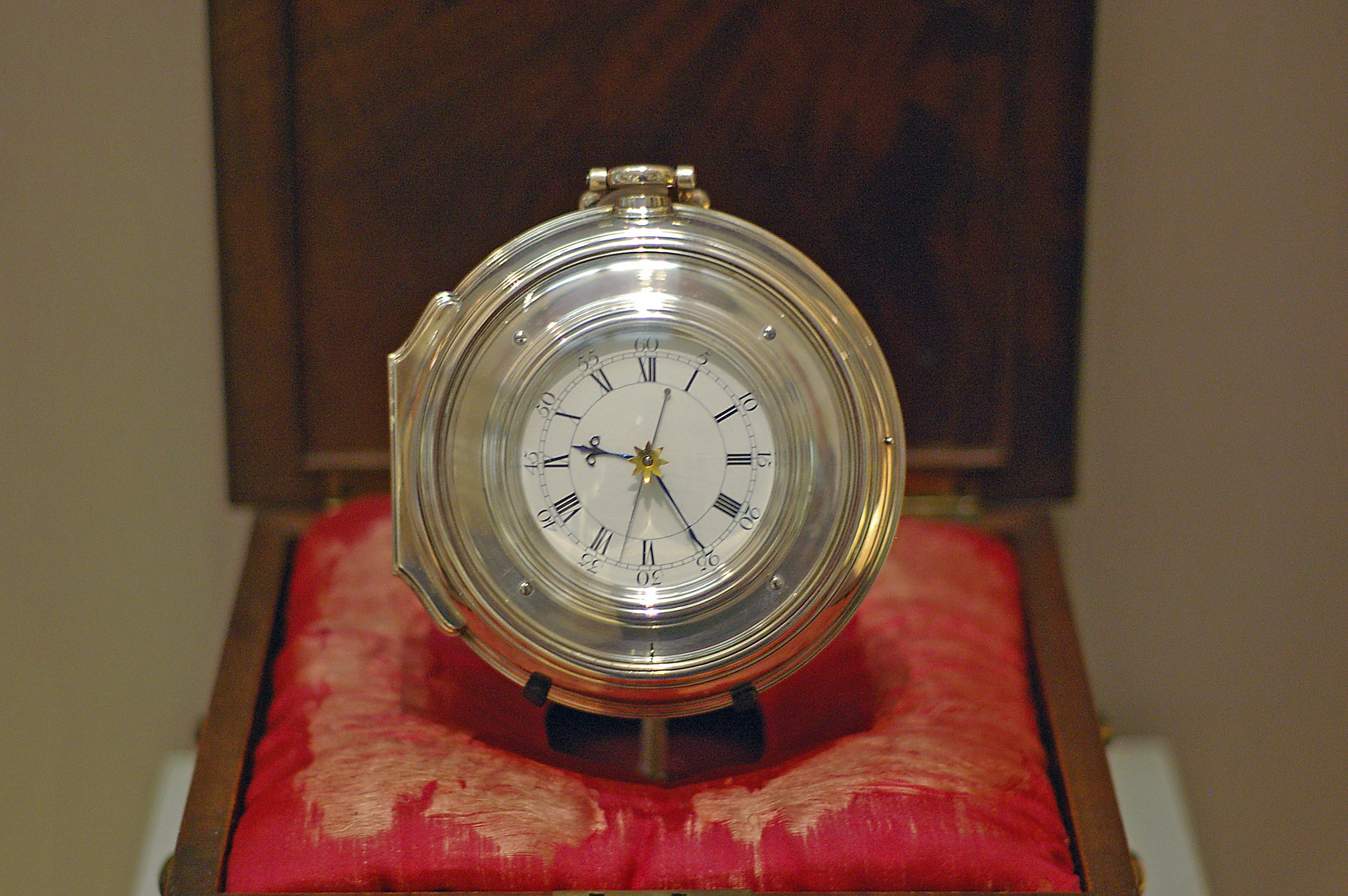
クロノメーターH5

### H5
1764年にはH5が完成し、バルバドスへの5ヶ月間の航海で誤差15秒と優秀な成績を収めたが1764年に5000ポンド、1769年に5000ポンドとやはり全額は支払われなかった。時の国王ジョージ3世は「懸賞金は経度の正確な測定法を開発した者に授けられるもので、開発者の身分に対して授けられるものではない」と激怒し、H5を国王臨席の実験に付すようにハリソンに命じた。1773年に行われた実験では、ジョン・ハリソンの時計の誤差は1日あたり1/14秒に過ぎないことが立証され、議会も実験に瑕疵がないと判断した。経度委員会もこれを認め懸賞金の残り全額が授与されることになった。

## 備考
- 時計製作のため転がり軸受など様々な機械要素を考案した。
- 天文学者との軋轢を含めたクロノメーター開発の経緯はデーヴァ・ソベルのLongitude（邦訳：『経度への挑戦―1秒にかけた四百年』藤井留美訳 翔泳社 1997）に描かれベストセラーになった。
- ジョン・ハリソンの製作した時計は、現在グリニッジ天文台にて展示されている。
- ジョン・ハリソンの設計に基づき、1975年から2009年にかけてイギリスのマーティン・バージェス（英語版）により製作された振り子時計「Clock B」は、2015年にグリニッジ天文台で行われた100日間の試験の結果、誤差8分の5秒という成績を収め、「自由大気中で揺れる振り子を持つ世界で最も正確な機械式時計」としてギネスブックに掲載された[1]。
- 日本の廉価時計メーカーロイヤル・アルマニーは、現在彼の名を用いた"J.HARRISON"をブランド名として用いている。